# Csaocsou
Csaocsou (egyszerűsített kínai írással: 潮州, pinjin: Cháozhōu) prefektúra szintű város Kínában, Kuangtung tartományban. Lakosainak száma 2 656 600 fő (2018).

## Népesség
| 2018 | 2 656 600 |
| 2020 | 2 568 387 |

## Érdekességek
Nevét az 5217 Chaozhou aszteroida viseli.

## Híres emberek
- Itt született Léj Ká-szing kínai milliárdos.

## Testvérvárosok
- Bangkok